# Rosvang
Rosvang er dannet ved tørlægningen af Sjørring Sø i 1858 til 1862 og ligger i Sjørring Sogn, Hundborg Herred, Thisted Amt, Thisted Kommune. Hovedbygningen er opført i 1862-1864 og udvidet i 1933 til 2 etages hovedfløj
Rosvang Gods er på 420,3 hektar

## Ejere af Rosvang
- (1858-1864) Jens Christian Henrik Claudius Jagd
- (1864-1867) Prioritetshaverne
- (1867-1918) Sjørring Sø A/S
- (1918-1922) P. Støvring / P. M. Sørensen / J. Munk Madsen / Chr. Helleberg / M. Frost Nielsen / Yde-Poulsen
- (1922-1926) P. Støvring / Jens Støvring / P. M. Sørensen / J. Munk Madsen
- (1926-1952) Jens Støvring
- (1952-1971) Anna Edel Støvring gift Fogh Hansen
- (1971-1985) Regnar & Peter Nymann
- (1985-1993) Jørgen Pilgaard
- (1993-1996) Niels Kristian Larsen
- (1996-2004) Ib Kibsdal
- (2004-) Anders Christiansen

|  | Denne artikel om en bygning eller et bygningsværk kan blive bedre, hvis der indsættes et (bedre) billede. Du kan hjælpe ved at afsøge Wikimedia Commons for et passende billede eller lægge et op på Wikimedia Commons med en af de tilladte licenser og indsætte det i artiklen. |

56°56′55″N 8°32′28″Ø / 56.94861°N 8.54111°Ø